# Dumaszínház (televíziós sorozat)
A Dumaszínház egy magyar szórakoztató műsor, amelyet a Viasat 3 vetít. A sorozat első adása 2023. szeptember 1-én volt. Az ismétléseket a Viasat 6 vetít. 2023. október 8-tól Viasat 6 vetítette vasárnap esténként, de a műsor november 24-én visszatért a Viasat 3-ra.
Az adások során hagyományos stand-up comedy fellépéseket láthatunk. A Comedy Club-hoz hasonlóan a humoristák csak önálló esteket adnak. 

## Ismertebb előadók
- Badár Sándor
- Felméri Péter
- Fülöp Viktor
- Hajdú Balázs
- Janklovics Péter
- Kovács András Péter
- Lakatos László
- Litkai Gergely
- Ráskó Eszter

## Évadáttekintés
| Évad | Évad        | Epizódok    | Epizódok           | Eredeti sugárzás    | Eredeti sugárzás     | Eredeti adó |
| Évad | Évad        | Epizódok    | Epizódok           | Évadpremier         | Évadfinálé           | Eredeti adó |
| ---- | ----------- | ----------- | ------------------ | ------------------- | -------------------- | ----------- |
|      | 1           | 15          | 6                  | 2023. szeptember 1. | 2023. szeptember 29. |             |
| 6    | 1           | 15          | 2023. október 8.   | 2023. november 12.  |                      |             |
| 3    | 1           | 15          | 2023. november 24. | 2023. december 8.   |                      |             |
|      | Különkiadás | Különkiadás | Különkiadás        | 2024. január 1.     | 2024. január 1.      |             |
|      | 2           | 13          | 13                 | 2024. augusztus 30. | 2025. április 25.    |             |
|      | 3           | 8           | 8                  | 2025. szeptember 5. |                      |             |

### 1. évad (2023)
| #   | #   | Cím                      | Előadó(k)             | Premier              |
| --- | --- | ------------------------ | --------------------- | -------------------- |
| 1.  | 1.  | B-terv                   | Felméri Péter         | 2023. szeptember 1.  |
| 2.  | 2.  | Kirakatvilág (1. rész)   | Lakatos László        | 2023. szeptember 8.  |
| 3.  | 3.  | Anyósülés                | Kovács András Péter   | 2023. szeptember 15. |
| 4.  | 4.  | Visszataps (1. rész)     | Duma Swing            | 2023. szeptember 22. |
| 5.  | 5.  | Visszataps (2. rész)     | Duma Swing            | 2023. szeptember 29. |
| 6.  | 6.  | Elhasznált autók         | Badár Sándor          | 2023. szeptember 29. |
| 7.  | 7.  | Kirakatvilág (2. rész)   | Lakatos László        | 2023. október 8.     |
| 8.  | 8.  | Home Office (1. rész)    | Litkai Gergely        | 2023. október 15.    |
| 9.  | 9.  | Home Office (2. rész)    | Litkai Gergely        | 2023. október 22.    |
| 10. | 10. | Önfejvesztő              | Szobácsi Gergő        | 2023. október 29.    |
| 11. | 11. | Innen szép nyerni        | Rainer-Micsinyei Nóra | 2023. november 5.    |
| 12. | 12. | Vegyétek és egyétek      | Fülöp Viktor          | 2023. november 12.   |
| 13. | 13. | Csodabogarak             | Hajdú Balázs          | 2023. november 24.   |
| 14. | 14. | Tirpák Madonna (1. rész) | Ráskó Eszter          | 2023. december 1.    |
| 15. | 15. | Tirpák Madonna (2. rész) | Ráskó Eszter          | 2023. december 8.    |

### Különkiadás (2024)
| #   | #           | Cím                               | Előadó(k) | Premier         |
| --- | ----------- | --------------------------------- | --- | --------------- |
| 16. | Különkiadás | Dumaszínház 20 – Röhögve kibírtuk | Ács Fruzsina, Aranyosi Péter, Badár Sándor, Beliczai Balázs, Bellus István, Benk Dénes, Csenki Attila, Dombóvári István, Elek Péter, Felméri Péter, Fülöp Viktor, Hadházi László, Hajdú Balázs, Janklovics Péter, Kiss Ádám, Kovács András Péter, Kőhalmi Zoltán, Lakatos László, Litkai Gergely, Lovász László, Mogács Dániel, Musimbe Dávid Dennis, Ráskó Eszter, Szabó Balázs Máté, Szobácsi Gergő, a Szomszédnéni Produkciós Iroda, Szupkay Viktor és Tóth Edu | 2024. január 1. |

### 2. évad (2024–2025)
| #   | #   | Cím                           | Előadó(k)                                                          | Premier              |
| --- | --- | ----------------------------- | ------------------------------------------------------------------ | -------------------- |
| 17. | 1.  | Az eltitkolt igazság          | Kőhalmi Zoltán                                                     | 2024. augusztus 30.  |
| 18. | 2.  | Ketten az úton (2. rész)      | Aranyosi Péter és Dombóvári István                                 | 2024. szeptember 6.  |
| 19. | 3.  | Kanapé generáció              | Török Ádám, Fehér Boldizsár, Feiszt Viktor, Noé Bex és Said Dániel | 2024. szeptember 13. |
| 20. | 4.  | Zenebu@zik 2. tétel (1. rész) | Elek Péter és Janklovics Péter                                     | 2024. szeptember 20. |
| 21. | 5.  | Zenebu@zik 2. tétel (2. rész) | Elek Péter és Janklovics Péter                                     | 2024. szeptember 27. |
| 22. | 6.  | Kapunyitás                    | Ács Fruzsina                                                       | 2024. október 4.     |
| 23. | 7.  | Kapunyitás                    | Szabó Balázs Máté                                                  | 2024. október 11.    |
| 24. | 8.  | No para!                      | Musimbe Dennis                                                     | 2025. január 1.      |
| 25. | 9.  | Miért pont Ázsia? (1. rész)   | Badár Sándor                                                       | 2025. április 4.     |
| 26. | 10. | Miért pont Ázsia? (2. rész)   | Badár Sándor                                                       | 2025. április 11.    |
| 27. | 11. | Thália lotyója (1. rész)      | Janklovics Péter                                                   | 2025. április 20.    |
| 28. | 12. | Thália lotyója (2. rész)      | Janklovics Péter                                                   | 2025. április 20.    |
| 29. | 13. | A jövő sem a régi             | Felméri Péter                                                      | 2025. április 25.    |

### 3. évad (2025)
| #   | #  | Cím    | Előadó(k)           | Premier             |
| --- | -- | ------ | ------------------- | ------------------- |
| 30. | 1. | Nahát! | Kovács András Péter | 2025. szeptember 5. |